# テオ・イザイ
テオフィル・イザイ（Théophile Ysaÿe 発音: [te.ofil iza.i]、1865年3月2日 - 1918年3月24日）は、ベルギーの作曲家、ピアニストである。バイオリニスト、指揮者のウジェーヌ・イザイは兄。

## 生涯
ヴェルヴィエの生まれ。テオはリエージュ王立音楽院で音楽の勉強を開始し、兄のウジェーヌの勧めに従いベルリンに赴いてさらに勉学に励んだ。1885年、パリを訪れたテオは「フランク一派」への仲間入りを果たすが、同時にドビュッシーの印象主義に代表されるような新しい美の運動にも協力的であった。テオはブリュッセルにおいてフランスの音楽家たちによる新しい楽派の作品を普及させるのに一役買った。1894年、テオは兄と共にブリュッセルで市民に対して幅広く音楽と造形美術に接する機会を提供していた自由美学展との提携を結んだ。テオはピアニストとして、またコレペティートルとしてその才能を発揮した。
テオは優れたピアニストであったものの、病弱であったため兄のように目覚ましいキャリアを重ねることが出来なかった。その一方、ジュネーヴ音楽院の教授としてその力量を発揮した。
テオは1918年、フランスのニースに没した。これはドビュッシーの死の2日前のことであった。テオは比較的多作家であったもののその作品の多くは全く演奏されないことはもちろん、出版もされていない。テオの作品番号13、14と15はニューヨークのシャーマー社 (G. Schirmer, Inc.) から出版された。他には交響曲、ピアノ協奏曲、交響詩、室内楽曲、そしてレクイエムなどの作品がある。テオは当初フランクの様式を継承していたが、後に印象主義からの影響が明らかな作風へと転向していった。

## 主要作品

### 管弦楽曲
- ピアノ協奏曲 変ホ長調 Op.9 （1907年出版）
- 大管弦楽のための「Fantaisie sur un thème populaire wallon」 Op.13 （1907年）
- 交響曲第1番 Op.14 （1908年出版）
- Le Cygne（「白鳥」） Op.15 （1907年出版）
- Les Abeilles（「蜂」） Op.17
- 森と鳥（La Forêt et l'Oiseau） Op.18
- 交響曲第2番 （未完）

### 室内楽曲
- ピアノ五重奏曲 Op.5
- 2台のピアノのための変奏曲 Op.10

### 合唱曲
- レクイエム （1906年）

### ピアノ曲
- 夜想曲 イ短調